# Olympische Sommerspiele 1932/Leichtathletik – Hochsprung (Frauen)

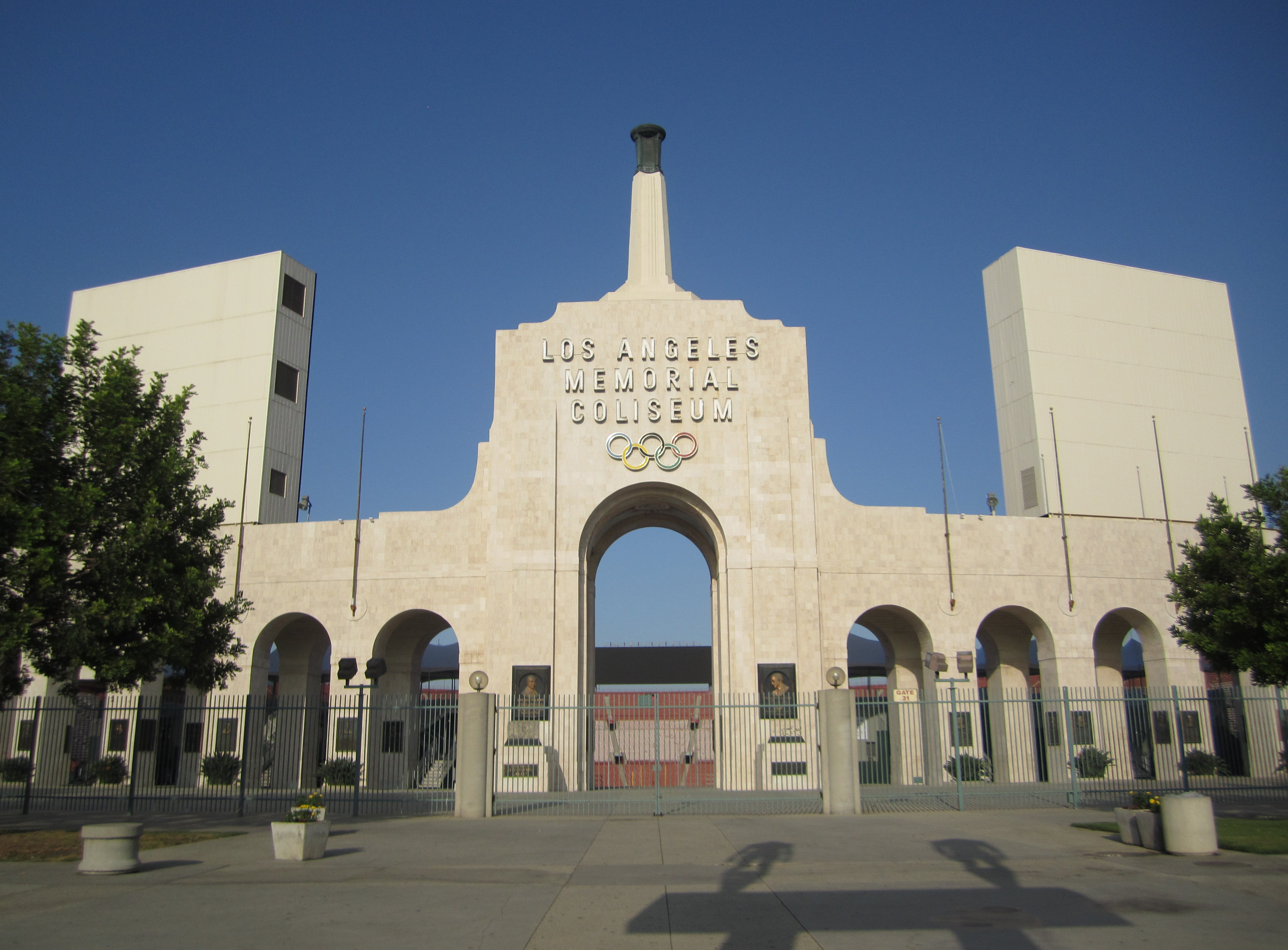
Eingang zum Los Angeles Memorial Coliseum

Der Hochsprung der Frauen bei den Olympischen Spielen 1932 in Los Angeles wurde am 7. August 1932 im Los Angeles Memorial Coliseum ausgetragen. Zehn Athletinnen nahmen teil.
Olympiasiegerin wurde die US-Amerikanerin Jean Shiley vor ihrer Landsmännin Mildred Didrikson. Sowohl die Gold- als auch die Silbermedaillengewinnerin übersprangen jeweils die neue Weltrekordhöhe von 1,65 m. Die Kanadierin Eva Dawes gewann die Bronzemedaille.

## Rekorde

### Bestehende Rekorde
| Weltrekord         | 1,62 m  | Lien Gisolf ( Niederlande) | Amsterdam, Niederlande           | 12. Juni 1932  |
| Olympischer Rekord | 1,595 m | Ethel Catherwood ( Kanada) | Finale OS Amsterdam, Niederlande | 5. August 1928 |

### Rekordverbesserungen
Die beiden erstplatzierten Athletinnen erzielten einen neuen Weltrekord:
- 1,65 m – Jean Shiley (USA), Finale am 7. August
- 1,65 m – Mildred Didrikson (USA), Finale am 7. August

## Durchführung des Wettbewerbs
Wegen der geringen Anzahl an Starterinnen wurde der Wettbewerb ohne Qualifikationsrunde durchgeführt. Die Sportlerinnen traten am 7. August gemeinsam zum Finale an. Eine Mehrversuchs- oder Fehlversuchsregel gab es noch nicht.

## Legende
Kurze Übersicht zur Bedeutung der Symbolik – so üblicherweise auch in sonstigen Veröffentlichungen verwendet:
| – | verzichtet   |
| o | übersprungen |
| x | ungültig     |

## Finale
Datum: 7. August 1932
| Platz | Name              | Nation                | Höhe       | 1,41 m | 1,44 m | 1,48 m | 1,50 m | 1,52 m | 1,55 m | 1,575 m | 1,60 m | 1,625 m | 1,65 m | 1,67 m | Stechen: 1,67 m |
| ----- | ----------------- | --------------------- | ---------- | ------ | ------ | ------ | ------ | ------ | ------ | ------- | ------ | ------- | ------ | ------ | --------------- |
| 1     | Jean Shiley       | USA                   | 1,650 m WR | –      | –      | –      | o      | o      | o      | o       | o      | o       | o      | xxx    | o               |
| 2     | Mildred Didrikson | USA                   | 1,650 m WR | –      | –      | –      | o      | o      | o      | o       | o      | o       | xo     | xxx    | x               |
| 3     | Eva Dawes         | Kanada                | 1,600 m    | –      | –      | –      | o      | o      | o      | o       | xo     | xxx     |        |        |                 |
| 4     | Lien Gisolf       | Niederlande           | 1,575 m    | –      | –      | –      | o      | o      | xxo    | o       | xxx    |         |        |        |                 |
| 5     | Marjorie Clark    | Südafrikanische Union | 1,575 m    | –      | –      | –      | o      | xo     | xxo    | xxo     | xxx    |         |        |        |                 |
| 6     | Annette Rogers    | USA                   | 1,575 m    | –      | –      | –      | o      | o      | o      | xxo     | xxx    |         |        |        |                 |
| 7     | Helma Notte       | Deutsches Reich       | 1,550 m    | –      | –      | –      | xo     | o      | o      | xxx     |        |         |        |        |                 |
| 8     | Hirohashi Yuriko  | Japan                 | 1,500 m    | –      | –      | –      | xxo    | xxx    |        |         |        |         |        |        |                 |
| 9     | Yaeko Sagara      | Japan                 | 1,500 m    | o      | o      | o      | xxo    | xxx    |        |         |        |         |        |        |                 |
| 10    | Ellen Braumüller  | Deutsches Reich       | 1,410 m    | o      | –      | –      | –      | xxx    |        |         |        |         |        |        |                 |

Sowohl Jean Shiley wie auch Mildred Didrikson blieben fehlerfrei bis einschließlich 1,625 m. Auch die neue Weltrekordhöhe von 1,65 m übersprangen beide Athletinnen, Shiley im ersten und Didrikson im zweiten Versuch. Beide scheiterten jedoch an der nächsten Höhe von 1,67 m. Da es noch keine Mehrversuchs- oder Fehlversuchsregel gab, kam es nun zu einem Stechen. Beide überquerten jetzt die 1,67 m. Didriksons Versuch wurde jedoch nicht anerkannt, weil sie mit dem Kopf zuerst die Latte überquert habe – als "Tauchen" bezeichnet, was nach den damaligen Regeln nicht zulässig war. Seltsam war allerdings, dass Didrikson den gesamten Wettkampf mit diesem Sprungstil bestritten hatte, der nun im Stechen nicht mehr regelgerecht sein sollte. Die Kanadierin Eva Dawes gewann mit 1,60 m die Bronzemedaille.
Als Weltrekord waren die von Jean Shiley übersprungenen 1,67 Meter nicht anerkennungsfähig, da sie im Stechen und nicht während der regulären drei Versuche überquert worden waren. Auch das Endresultat weist die regulär übersprungene Höhe als Endresultat aus.

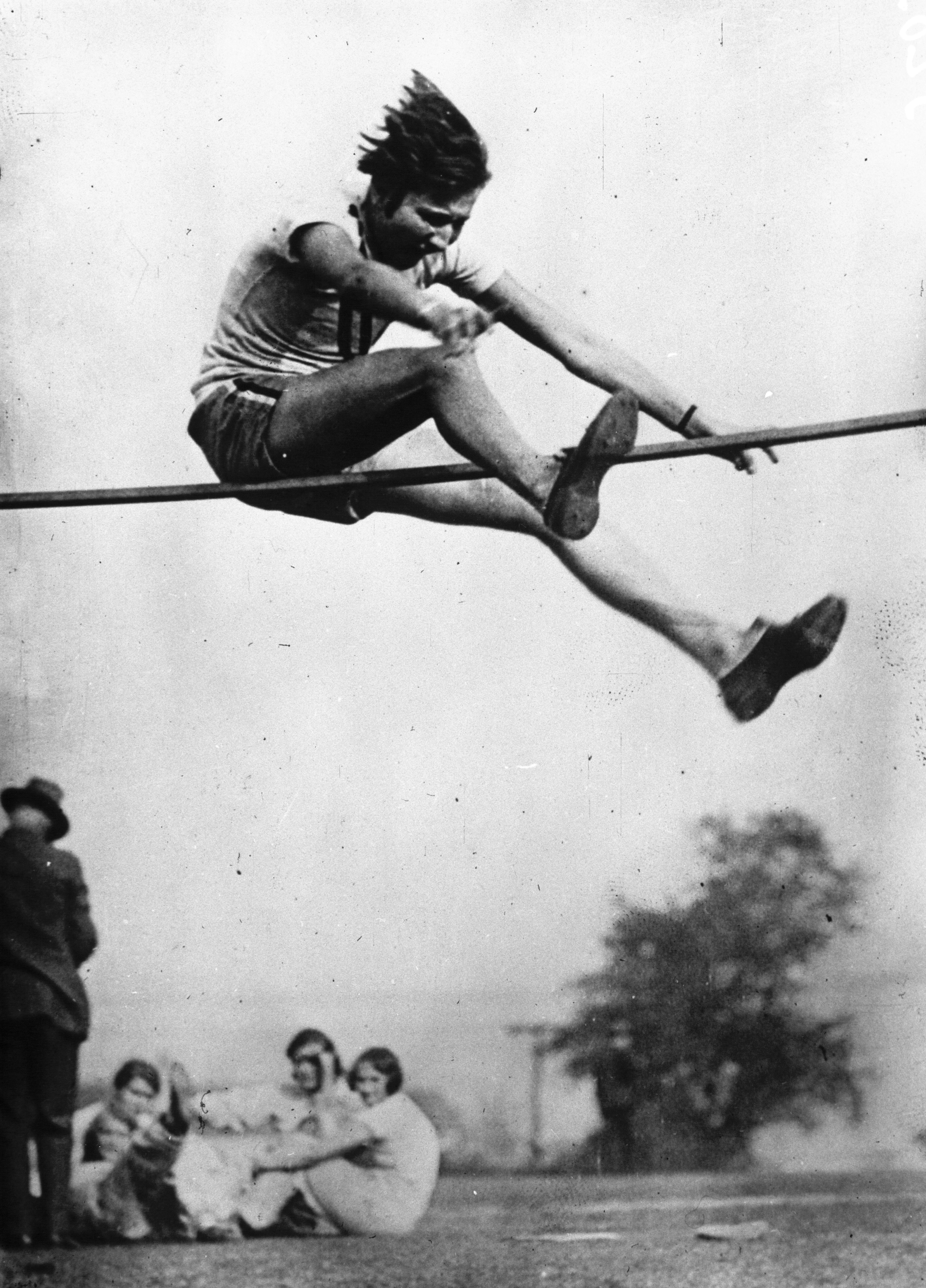
Olympiasiegerin Jean Shiley
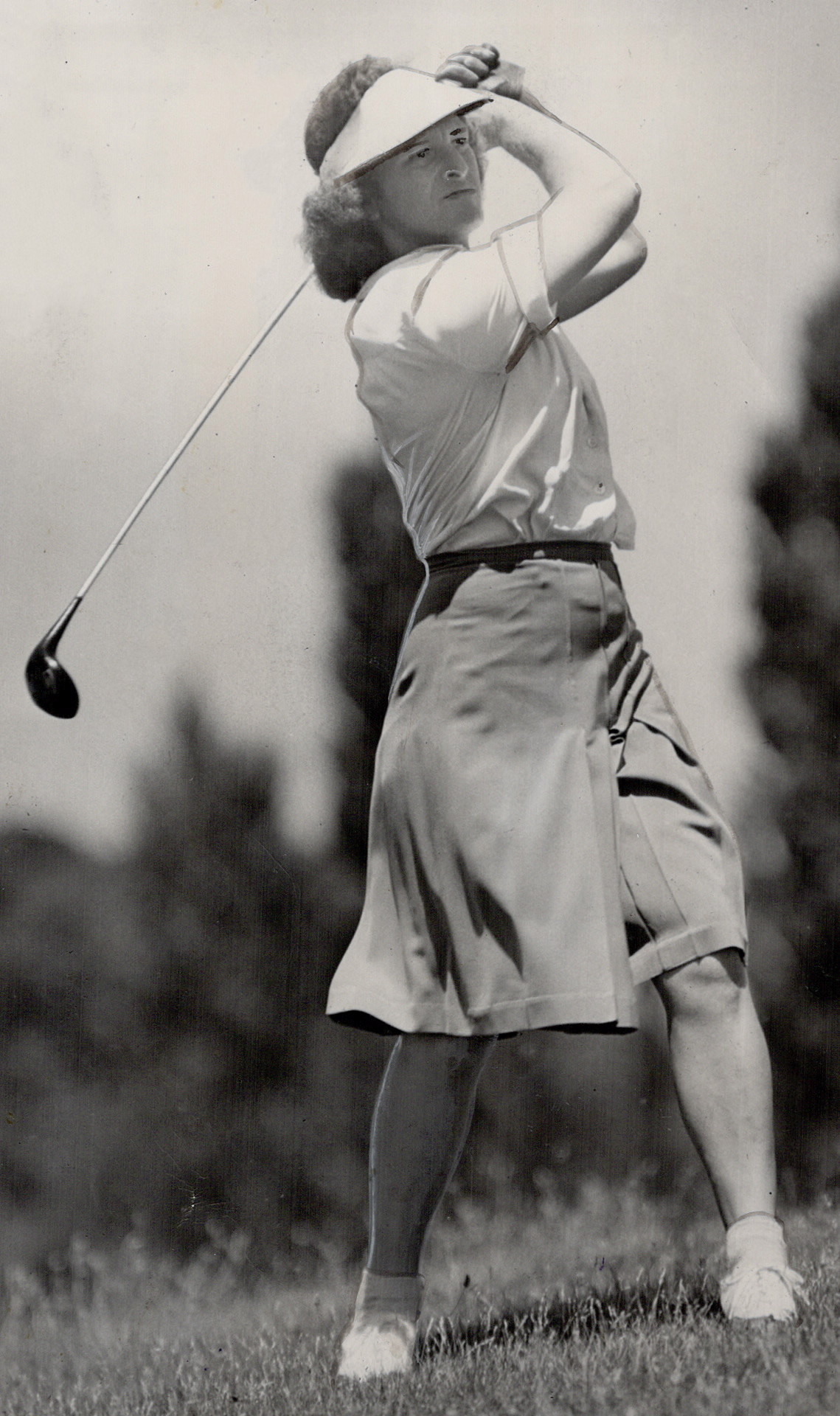
Mildred Didrikson – hier im Jahr 1948 in ihrer späteren Karriere als Golferin unter ihrem Namen Mildred Zaharias – gewann die Silbermedaille
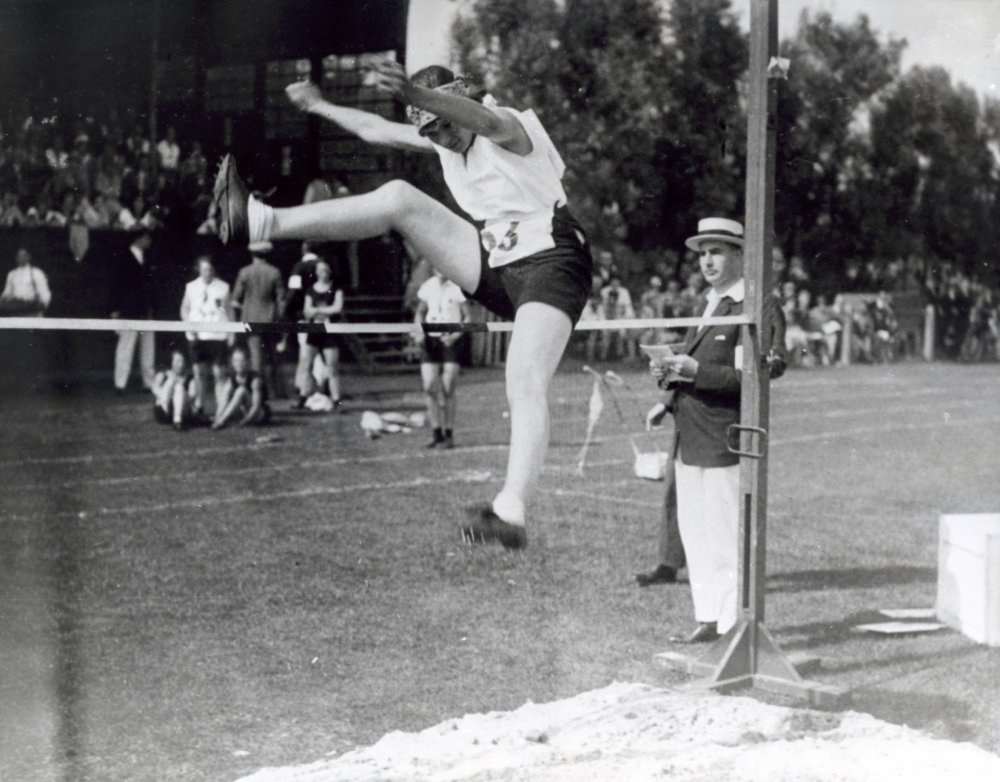
Die bisherige Weltrekordinhaberin Lien Gisolf blieb als Vierte ohne Medaille
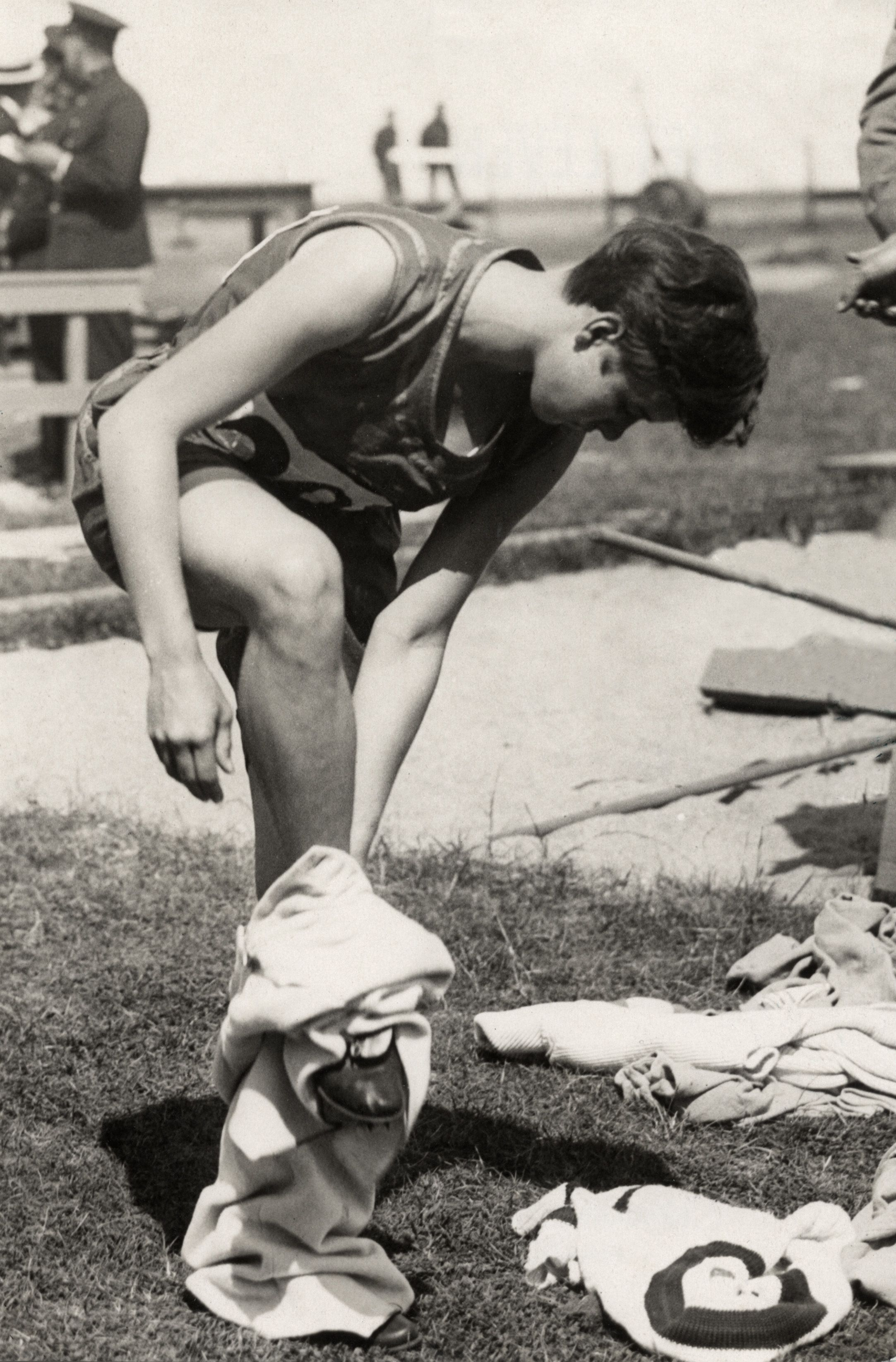
Die Bronzemedaillengewinnerin über 80 Meter Hürden Marjorie Clark belegte Rang fünf

## Videolinks
- 1932 SUMMER OLYMPICS, OLYMPIC VILLAGE & EVENTS LOS ANGELES, CALIFORNIA HOME MOVIE (SILENT) 40144, Bereich: 5:41 min bis 7:28 min, youtube.com, abgerufen am 8. Juli 2021
- Babe Didrikson at Los Angeles 1932, Epic Olympic Moments, youtube.com, abgerufen am 8. Juli 2021